# 한국화장실협회
한국화장실협회(韓國化粧室協會, Korea Toilet Association, 약칭 KTA)는 공중화장실 등에 관한 법률에 의거 설립된 대한민국 행정자치부 산하 비영리 특수법인으로 기획재정부가 지정한 법정기부금단체이다.
쾌적한 화장실 문화개선으로 국민의 안전, 보건, 위생 향상을 통한 생활안정에 도움을 주며, 화장실관련 산업을 발전시켜 국가, 사회발전에 기여함을 목적으로 한다.

## 설립 근거
- 공중화장실 등에 관한 법률 제15조의2[1]

## 주요 업무
- 화장실 이용문화 선진화
- 공중화장실 정책 및 제도 개선
- 화장실 관련 산업 발전
- 취약계층 화장실 지어주기 운동
- 화장실문화 관련 국제교류 및 협력

## 연혁
- 1999년 8월: 창립총회
- 1999년 10월: 법인설립 허가
- 2005년 6월: 문화관광부에서 행정자치부로 협회 소속 이관
- 2007년 7월: 사단법인에서 특수법인으로 법인격 변경

## 조직
- 고문
- 명예회장
- 총회
- 한국화장실협회장
- 이사회
- 부회장
  - 자문위원
  - 전문위원
  - 감사
  - 사무총장
  - 위원회
  - 사무처
    - 기획사업관리팀
    - 교육연구팀
    - 관리회계팀

  - SPS인증본부

## 부설 기관
- 부설 화장실문화연구소
- 화장실문화품질인증위원회(TCQ)
- 이동식화장실 단체표준인증위원회